# 98. gardna strelska divizija (ZSSR)
Za druge 98. divizije glejte 98. divizija.
98. gardna strelska divizija je bila gardna strelska divizija v sestavi Rdeče armade med drugo svetovno vojno.

## Zgodovina
Divizija je bila ustanovljena med decembrom 1943 in januarjem 1944 v Moskovskem vojaškem okrožju.
Med drugo svetovno vojno je sodelovala v bitki za Budimpešto in za Prago.

## Organizacija
- štab
- 296. gardni strelski polk
- 299. gardni strelski polk
- 302. gardni strelski polk
- ?. gardni artilerijski polk